# Брандан, Убиратан
Убиратан Брандан де Соуза (порт.-браз. Ubiratan Brandão de Souza; 1 ноября 1995, Салвадор, Бразилия) — бразильский футболист, полузащитник бразильского клуба «Гремио Деспортиво Пруденте».

## Карьера
В июле 2016 года перешёл в бразильский клуб «Арасатуба».
В сентябре 2017 года стал игроком боснийского клуба «Вележ».
В августе 2022 года подписал контракт с клубом «Кызыл-Жар СК».

## Достижения
«Вележ»
- Обладатель Кубка Боснии и Герцеговины: 2021/22

## Клубная статистика
| Игровая карьера | Игровая карьера | Игровая карьера | Лига | Лига | Кубок | Кубок | Межд. | Межд. | Др. | Др. |
| --------------- | --------------- | --------------- | ---- | ---- | ----- | ----- | ----- | ----- | --- | --- |
| 2019/20         | Вележ           | А               | 22   | 10   | —     | —     | —     | —     | —   | —   |
| 2020/21         | Вележ           | А               | 30   | 2    | —     | —     | —     | —     | —   | —   |
| 2021/22         | Вележ           | А               | 27   | 5    | 2     | 1     | 6     | 3     | —   | —   |
| 2022            | Кызыл-Жар       | А               | 5    | 0    | 2     | 1     | —     | —     | —   | —   |